# 库埃瓦德尔耶罗
库埃瓦德尔耶罗，是西班牙卡斯蒂利亚-拉曼恰昆卡省的一个市镇。总面积28平方公里，总人口42人（2001年），人口密度2人/平方公里。